# Onno
Onno è una frazione geografica del comune italiano di Oliveto Lario.

## Località
Il centro della frazione di Onno si trova ai piedi di un alto dirupo chiamato Sasso di Onno. Un tempo faceva parte della pieve della Vallassina ed il suo nucleo storico era situato più a sud, nei pressi della chiesetta di Sant'Anna, ancora esistente, fino al 1896, quando un'alluvione lo distrusse.

## Storia
L'origine del nome del paese è celtica: in leponzio onn- significa "pietra, masso".
Onno fu un antico comune del Milanese.
Registrato agli atti del 1751 come un villaggio di 220 abitanti saliti a 237 nel 1771, nel 1786 entrò per un quinquennio a far parte della Provincia di Como, per poi cambiare continuamente i riferimenti amministrativi nel 1791, nel 1797 e nel 1798.
Portato definitivamente sotto Como nel 1801, alla proclamazione del regno d'Italia napoleonico nel 1805 risultava avere 268 abitanti. Nel 1809 il municipio fu allargato su risultanza di un regio decreto di Napoleone che gli annesse Vassena, ed ulteriormente espanso nel 1812 inglobando Valbrona, ma tutte queste innovazioni furono annullate dagli austriaci al loro ritorno. Nel 1853 il paese risultò essere popolato da 427 anime, salite a 455 nel 1871. Nel 1921 si registrarono invece 418 residenti. Fu il regime fascista a decidere nel 1927 di sopprimere definitivamente il comune, unendolo a nuovamente a Vassena dando vita ad Oliveto Lario.

## Infrastrutture e trasporti

### Ferrovie

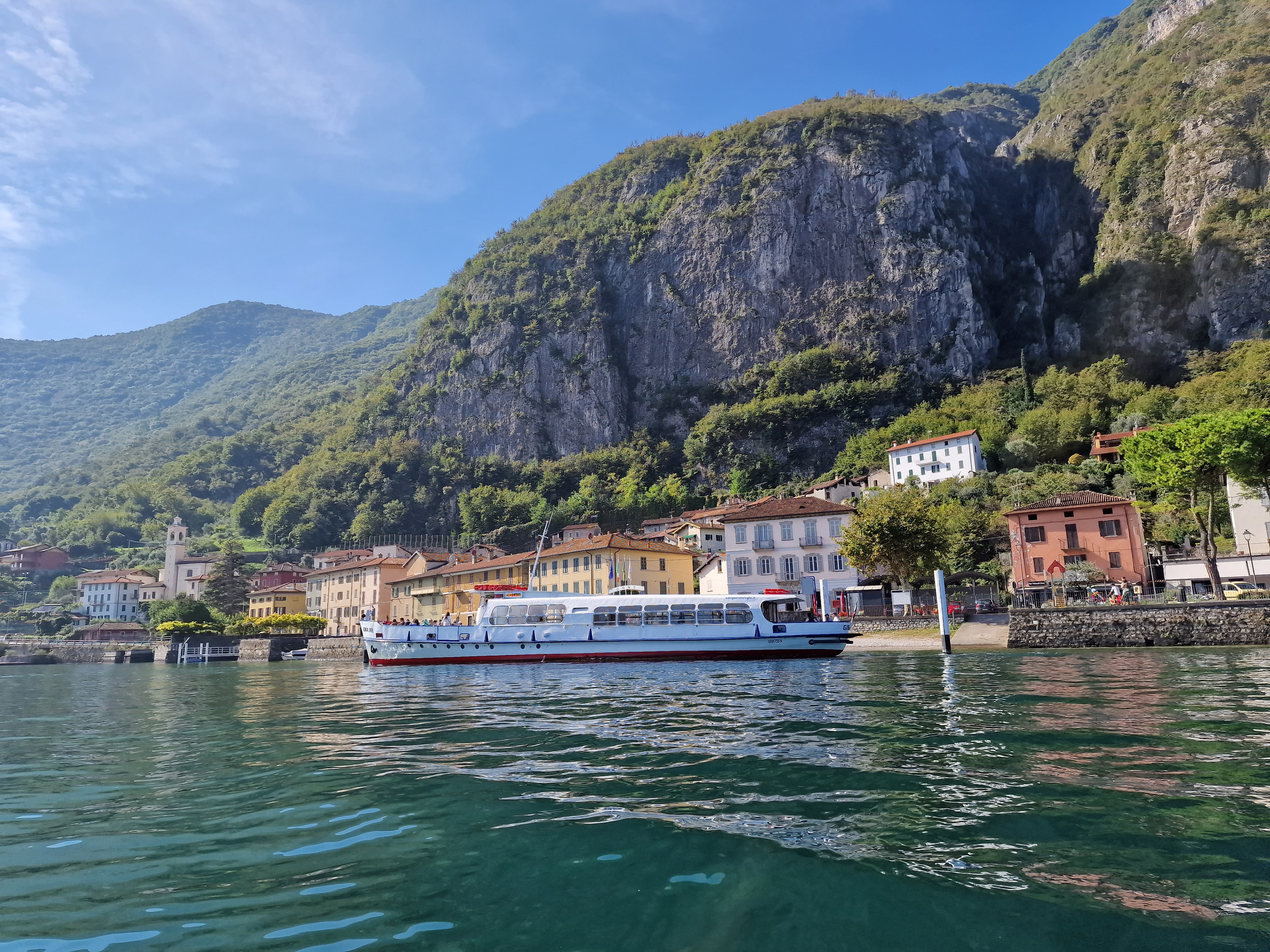

Onno non è servita da alcuna linea ferroviaria; la stazione più vicina è quella di Mandello del Lario, che dista circa 2 km, sulla sponda Lecchese, posta sulla linea secondaria Lecco-Sondrio. Il paese avrebbe dovuto essere collegato dalla Asso-Bellagio un prolungamento della Milano-Asso gestita delle FNM, che fu più volte progettata ma mai realizzata.